# Gianluca Coletta
Gianluca Coletta (Cassino, 15 settembre 1981) è un ex ciclista su strada italiano, professionista dal 2006 al 2010.

## Carriera
Corre tra gli Under-23 fino al 2003, aggiudicandosi una tappa al Giro delle Regioni 2002. Dopo alcune stagioni tra i dilettanti Elite, durante le quali vince anche Giro del Belvedere e La Ciociarissima, nel 2006 approda al professionismo, venendo aggregato all'Endeka, squadra serbomontenegrina diretta da Simone Mori. Con questa formazione vince una frazione al Giro della Regione Friuli Venezia Giulia, che termina al secondo posto, e si piazza secondo al Gran Premio Industrie del Marmo.
Il 21 gennaio 2008 il CONI lo squalifica per un periodo di due anni a causa dell'uso di triamcinolone, dopo aver riscontrato la sua positività in un controllo antidoping del 21 aprile 2007, in occasione del suo successo nella terza tappa del Giro d'Abruzzo. Recidivo, Coletta era risultato positivo all'EPO in un controllo del 6 maggio 2003, subendo una sospensione di sei mesi e in un altro controllo del primo maggio 2005 era invece risultato positivo all'efedrina.
Dopo alcune esperienze tra Ceramica Flaminia-Bossini Docce e Centri della Calzatura, nel 2010, alla sua ultima stagione da professionista, è sotto contratto con il team ungherese Tecnofilm-Betonexpressz 2000.

## Palmarès
- 2002 (Garda Calze-Resine Ragnoli)

3ª tappa Giro delle Regioni (Fabriano > Loro Ciuffenna)
- 2003 (Grassi-Colnago-Vannucci Piante)

Mentone-Savona
Trofeo Tempestini Ledo
- 2004 (Grassi-Fausto Coppi-Rossini)

Gran Premio Camon
- 2005 (San Marco-Caneva)

Giro del Belvedere
La Ciociarissima
Gran Premio Colli Isolani
- 2006 (Team Endeka, tre vittorie)

Coppa Romano Ballerini
Gran Premio di Montanino
3ª tappa Giro della Regione Friuli Venezia Giulia (San Vito al Tagliamento > Spilimbergo)
- 2007 (Cinelli-Endeka-OPD, una vittoria)

3ª tappa Giro d'Abruzzo (Notaresco > Notaresco)